# Liste der Baudenkmale in Stüdenitz-Schönermark
In der Liste der Baudenkmale in Stüdenitz-Schönermark sind alle Baudenkmale der brandenburgischen Gemeinde Stüdenitz-Schönermark und ihrer Ortsteile aufgelistet. Grundlage ist die Veröffentlichung der Landesdenkmalliste mit dem Stand vom 31. Dezember 2020.

## Baudenkmale in den Ortsteilen
In den Spalten befinden sich folgende Informationen:
- ID-Nr.: Die Nummer wird vom Brandenburgischen Landesamt für Denkmalpflege vergeben. Ein Link hinter der Nummer führt zum Eintrag über das Denkmal in der Denkmaldatenbank. In dieser Spalte kann sich zusätzlich das Wort Wikidata befinden, der entsprechende Link führt zu Angaben zu diesem Denkmal bei Wikidata.
- Lage: die Adresse des Denkmales und die geographischen Koordinaten. Link zu einem Kartenansichtstool, um Koordinaten zu setzen. In der Kartenansicht sind Denkmale ohne Koordinaten mit einem roten beziehungsweise orangen Marker dargestellt und können in der Karte gesetzt werden. Denkmale ohne Bild sind mit einem blauen bzw. roten Marker gekennzeichnet, Denkmale mit Bild mit einem grünen beziehungsweise orangen Marker.
- Bezeichnung: Bezeichnung in den offiziellen Listen des Brandenburgischen Landesamtes für Denkmalpflege. Ein Link hinter der Bezeichnung führt zum Wikipedia-Artikel über das Denkmal.
- Beschreibung: die Beschreibung des Denkmales
- Bild: ein Bild des Denkmales und gegebenenfalls einen Link zu weiteren Fotos des Baudenkmals im Medienarchiv Wikimedia Commons

### Schönermark
| ID-Nr.            | Lage                 | Bezeichnung | Beschreibung | Bild           |
| ----------------- | -------------------- | ----------- | --- | -------------- |
| 09170687 Wikidata | Dorfstraße (Lage)    | Dorfkirche  | Die evangelische Kirche wurde in der zweiten Hälfte des 13. Jahrhunderts aus Feldstein erbaut. Im Inneren eine Kanzel mit Deckel aus dem Anfang des 17. Jahrhunderts. | weitere Bilder |
| 09170690          | Dorfstraße 26 (Lage) | Wohnhaus    | | Wohnhaus       |
| 09170686          | Dorfstraße 28 (Lage) | Wohnhaus    | | Wohnhaus       |
| 09170689          | Dorfstraße 36 (Lage) | Wohnhaus    | | Wohnhaus       |

### Stüdenitz
| ID-Nr.   | Lage                    | Bezeichnung                                                              | Beschreibung | Bild                                                                     |
| -------- | ----------------------- | ------------------------------------------------------------------------ | --- | ------------------------------------------------------------------------ |
| 09170705 | Kyritzer Straße (Lage)  | Dorfkirche                                                               | Die evangelische Kirche wurde von 1852 bis 1862 im Stil der Neugotik erbaut. Es ist eine Kirche mit einem polygonalen Apsis und einem Westturm. Die Ausstattung im Inneren ist im Stil der Neugotikl erstellt worden. Die Orgel stammt aus dem Jahr 1856, der Orgelbauer war Carl August Buchholz. | Dorfkirche                                                               |
| 09171204 | Lohmer Straße 11 (Lage) | Pfarrgehöft, bestehend aus Pfarrhaus, Wirtschaftsgebäude und Einfriedung | | Pfarrgehöft, bestehend aus Pfarrhaus, Wirtschaftsgebäude und Einfriedung |